# Abigail Thernstrom
Abigail Thernstrom (* 14. September 1936 in New York City; † 10. April 2020 in Arlington County) war eine US-amerikanische Politikwissenschaftlerin und eine führende konservative Wissenschaftlerin in den Bereichen Rassenbeziehungen, Wahlrecht und Bildung. Sie war außerordentliche Wissenschaftlerin am American Enterprise Institute, Senior Fellow am Manhattan Institute, Mitglied des Massachusetts Board of Education und stellvertretende Vorsitzende der United States Commission on Civil Rights. Sie erhielt ihren Doktortitel 1975 von der Abteilung für Regierungsführung der Harvard University. Der New York Times zufolge war sie, wie ihr Ehemann, der Harvard-Professor Stephan Thernstrom, „in konservativen Talkshows sehr gefragt, wo sie mit Nachdruck argumentieren, dass Rassenpräferenzen falsch, spaltend und als Instrument zur Förderung von Minderheiten überbewertet sind. Sie sitzen in den Vorständen konservativer und libertärer Institute für öffentliche Politik.“

## Leben
Abigail Mann wurde am 14. September 1936 in New York City geboren. Sie wuchs auf einer Kolchose in Croton-on-Hudson im Bundesstaat New York bei radikalen säkularen jüdischen Eltern auf, war ursprünglich in der progressiven Politik aktiv und wurde im mittleren Alter politisch konservativ, indem sie eine farbenblinde Philosophie vertrat und sich für Chancengleichheit durch Verbesserung der Bildung einsetzte, während sie gleichzeitig zunehmend kritisch gegenüber positiven Maßnahmen, Gerrymandering und Identitätspolitik wurde.
Nach ihrem Abschluss an der progressiven Little Red School House and Elisabeth Irwin High School in Greenwich Village besuchte sie das Reed College in Oregon, bevor sie an das Barnard College in New York wechselte und 1958 ihren Abschluss machte.
Thernstrom und ihr Ehemann sind Koautoren des Buches America in Black and White: One Nation, Indivisible, einer Geschichte der Rassenbeziehungen, die von der New York Times Book Review als eines der bemerkenswertesten Bücher des Jahres 1997 bezeichnet wurde. Sie und ihr Ehemann sind auch Koautoren von No Excuses: Closing the Racial Gap in Learning, das sowohl von der Los Angeles Times als auch vom American School Board Journal als eines der besten Bücher des Jahres 2003 bezeichnet und mit dem Fordham Prize for Distinguished Scholarship 2007 ausgezeichnet wurde. Im Jahr 2007 erhielten sie und ihr Ehemann einen Preis der Bradley Foundation für herausragende intellektuelle Leistungen. Sie war in mehreren Vorständen tätig, darunter dem Center for Equal Opportunity und dem Institute for Justice. Von 1992 bis 1997 war sie Mitglied der Domestic Strategy Group des Aspen Institute.
Thernstroms erstes Buch, Whose Votes Count? Affirmative Action and Minority Voting Rights, wurde mit vier Preisen ausgezeichnet, darunter das Certificate of Merit der American Bar Association, der Anisfield-Wolf Book Award für das beste Buch über „Rasse“ und ethnische Zugehörigkeit sowie der Benchmark Book Award des Center for Judicial Studies. Zusammen mit ihrem Ehemann wurde sie 2004 mit dem Peter Shaw Memorial Award der National Association of Scholars ausgezeichnet.
Sie schrieb für den Economist, das Wall Street Journal, die Los Angeles Times, die New York Times und das Londoner Times Literary Supplement. Sie sprach häufig in den Medien über Wahlrecht, Bildung und weitere Themen und trat unter anderem bei Good Morning America, Fox News Sunday und This Week with George Stephanopoulos auf.
Aufgrund ihrer unterschiedlichen Ansichten über Bürgerrechte wählte Präsident Bill Clinton sie als eine von drei Autoren aus, die an seinem ersten „Town Meeting“ zum Thema „Rasse“ in Akron in Ohio am 3. Dezember 1997 teilnehmen sollten. Sie gehörte zu einer kleinen Gruppe, die am 19. Dezember 1997 erneut mit dem Präsidenten im Oval Office zusammentraf.
Als stellvertretende Vorsitzende der Bürgerrechtskommission widersprach sie anderen Konservativen, die bestritten, dass die Anklage wegen Einschüchterung von Wählern gegen ein Duo von der New Black Panther Party fallen gelassen worden war. In einem Interview mit CBS News sagte Thernstrom, sie halte die Beweise für extrem schwach, dass das Justizministerium weiße Wähler diskriminiert habe. Thernstrom erläuterte ihre Meinung zu diesem Fall in einem Artikel für National Review, in dem sie den Fall der New Black Panther Party als „sehr kleine Kartoffeln“ bezeichnet. Über den von Barack Obama ernannten Eric Holder sagte sie: „Es gibt viele Gründe, den Generalstaatsanwalt scharf zu kritisieren – zum Beispiel seinen Umgang mit Terrorismusfragen –, aber dieser übertriebene Angriff droht die Glaubwürdigkeit seiner konservativen Kritiker zu untergraben.“
Ihre Tochter ist die Schriftstellerin Melanie Thernstrom. Ihr Sohn ist Samuel Thernstrom, Gründer des Energy Innovation Reform Project (EIRP), einer gemeinnützigen Organisation, die die Entwicklung moderner Energietechnologien fördert.
Kurz nachdem sie negativ auf COVID-19 getestet wurde, starb sie am 10. April 2020 in Arlington, Virginia. Sie wurde 83 Jahre alt.